# Ангинское муниципальное образование
Ангинское муниципальное образование — муниципальное образование со статусом сельского поселения в Качугском районе Иркутской области России. 
Административный центр — посёлок Анга.

## Население
| 2010 | 2011  | 2012  | 2013  | 2014  | 2015  | 2016  | 2017  |
| ---- | ----- | ----- | ----- | ----- | ----- | ----- | ----- |
| 1131 | ↘1127 | ↗1134 | ↗1142 | ↘1139 | ↘1121 | ↗1127 | ↘1110 |

Гендерный состав
По результатам Всероссийской переписи населения 2010 года численность населения муниципального образования составила 1131 человек, в том числе  мужчин и  женщин.

## Состав сельского поселения
| № | Населённый пункт | Тип населённого пункта       | Население |
| - | ---------------- | ---------------------------- | --------- |
| 1 | Анга             | село, административный центр | ↗869      |
| 2 | Дурутуй          | деревня                      | →3        |
| 3 | Загулан          | деревня                      | →4        |
| 4 | Кузнецы          | деревня                      | →7        |
| 5 | Мыс              | село                         | ↗36       |
| 6 | Рыкова           | деревня                      | ↘200      |
| 7 | Тарай            | деревня                      | ↗15       |